# Ógea-eurasiática
A ógea-eurasiática (Falco subbuteo) é uma espécie da família dos falcões, sendo menor e mais e delgado. É uma espécie migradora que ocorre por toda a Europa e Ásia, invernando em África.
Os adultos apresentam a parte superior de cor cinza ardósia, o ventre castanho amarelado com riscas longitudinais e um colar branco. Quando observados de perto, podem ver-se as "calças" e as coberturas infracaudais vermelho-ferrugem. Não existe grande dimorfismo sexual, mas os juvenis são geralmente mais acastanhados.
É uma ave de campos abertos, como charnecas, taigas ou savanas. Frequente em terras baixas com pequenas matas.
É uma ave de rapina elegante (similar na forma ao andorinhão-preto), exibindo em voo uma forma de foice, com asas bicudas e cauda retangular. Captura grandes insetos, tais como libelinhas, que são agarrados com as patas e comidos em voo. Captura também pequenas aves em voo. A sua velocidade e destreza acrobática permite-lhe capturar andorinhas e mesmo andorinhões em voo, e as andorinhas-das-chaminés e dos-beirais emitem um alarme específico para as ógeas.
As ógeas não constroem ninhos, nidificam em ninhos abandonados de corvos ou gralhas, sobretudo situados em coníferas, sendo a postura de 2 a 4 ovos.

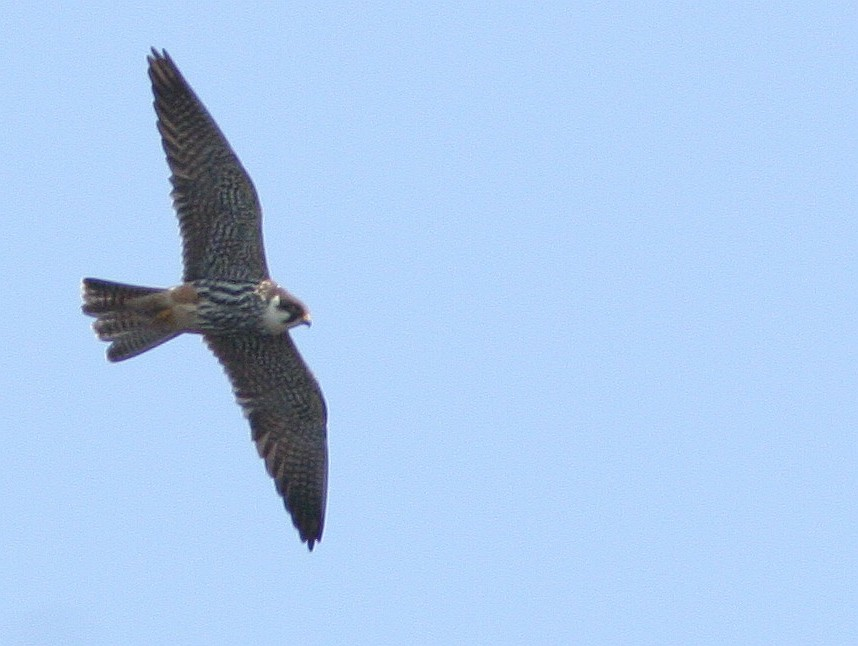
Ógea em voo.

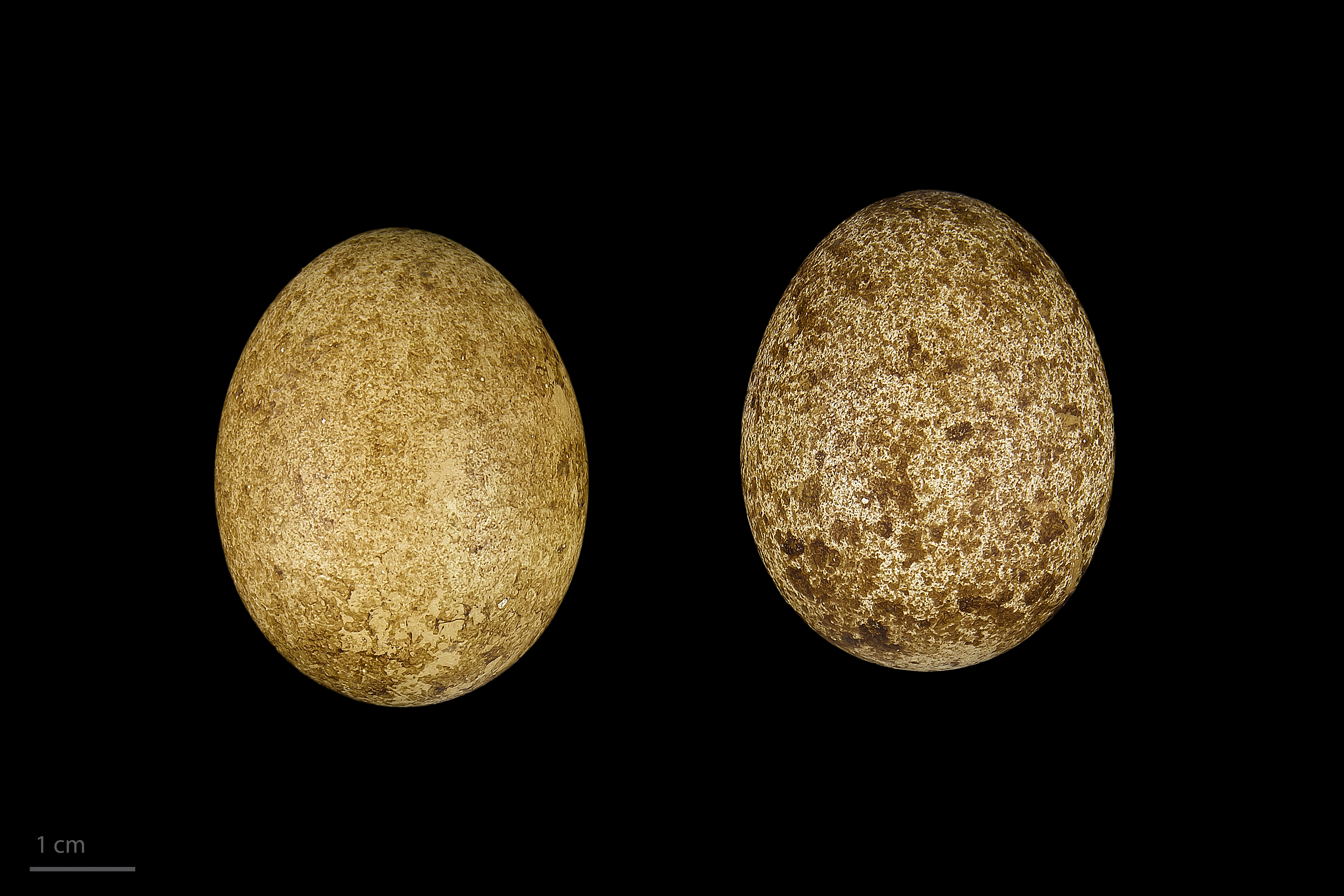
Falco subbuteo - MHNT